# Херньосанд (община)
Община Херньосанд (на шведски: Härnösands kommun) е разположена в лен Вестернорланд, североизточна централна Швеция с обща площ 1108 km2 и население 24 509 души (към 31 декември 2013). Административен център на община Херньосанд е едноименния град Херньосанд.